# René Cyr
René Cyr, (Mont-real, 20 de juliol de 1920 - Saint-Jérôme, 14 de febrer de 2015) fou un ciclista canadenc, que es va especialitzar en les curses de sis dies de les quals va aconseguir dues victòries.

## Palmarès
- 1941
  - 1r als Sis dies de Mont-real (amb Angelo De Bacco)
- 1948
  - 1r als Sis dies de Buffalo (amb Cesare Moretti Jr)